# Židovský hřbitov ve Slatině
Židovský hřbitov ve Slatině je situován na místě zvaném Hradce, asi 1 km severně od obce Slatina.
Založen byl roku 1723 rozšířením staršího pohřebiště, kde se nacházely s hroby asi už od roku 1668. Nejstarší čitelný náhrobek se datuje do poloviny 18. století, poslední obřad proběhl v roce 1937.
V areálu o rozloze 1624 m² s vchodem z jižní strany se dochovalo přes 170 náhrobních kamenů patřících židovským rodinám z širokého okolí. Nedochovala se již deska s hebrejským nápisem Bais mouevits l'cholchai. Khi ufor athu vael ufor thošuf, v překladu Dům shromáždění všech živých. Prach a země jsi a v prach a zemi se navrátíš.
Areál je dobře přístupný i díky pobořené kamenné ohradní zdi.
Ve vsi se též nachází bývalá synagoga.

## Související články

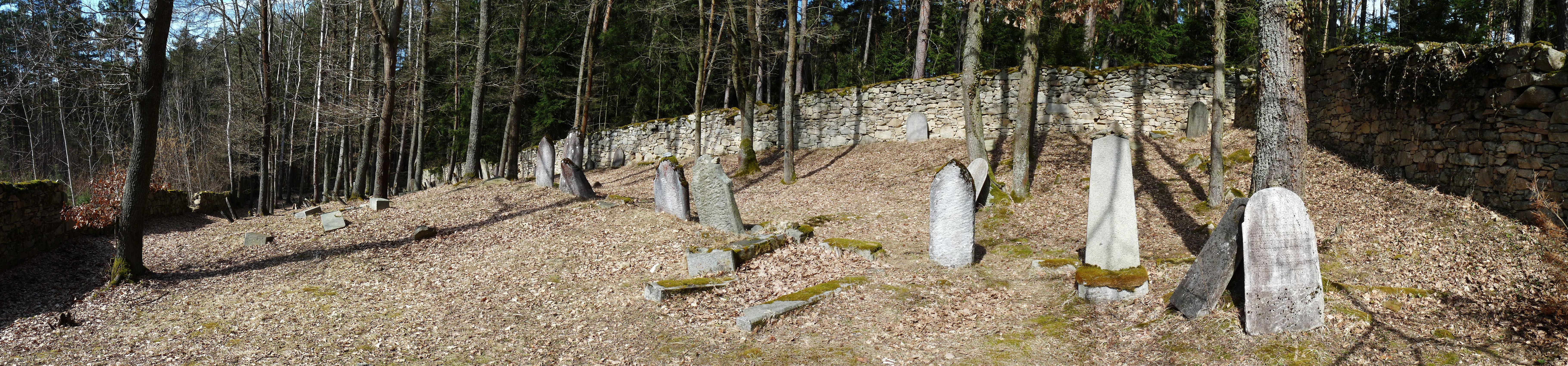